# Llista de ponts de Ponent
Llista de ponts de Ponent ordenats per comarca i municipi.
Informació actualitzada per un bot. Els canvis manuals es perdran quan s'actualitzi!
| imatge | Nom                                       | instància de                                      | Municipi                | Comarca        | travessa                             | hi passa                                                                                         | Elevació s.n.m. en m | Any          | Mides                 | estat de conservació  | coordenades                                                             | Protecció                                  | WD Comm.                                              |
| ------ | ----------------------------------------- | ------------------------------------------------- | ----------------------- | -------------- | ------------------------------------ | ------------------------------------------------------------------------------------------------ | -------------------- | ------------ | --------------------- | --------------------- | ----------------------------------------------------------------------- | ------------------------------------------ | ----------------------------------------------------- |
|        | Pont del Pedroell                         | pont                                              | Arbeca                  | Garrigues      | canal d'Urgell                       |                                                                                                  |                      |              |                       |                       | 41° 33′ 40″ N, 0° 56′ 19″ E / 41.5611480183114°N,0.938476833684799°E    |                                            | Modifica les dades a Wikidata                         |
|        | Pont dels Rentadors                       | pont                                              | Arbeca                  | Garrigues      | canal d'Urgell                       |                                                                                                  |                      |              |                       |                       | 41° 32′ 50″ N, 0° 55′ 21″ E / 41.5473032427685°N,0.922383817859995°E    |                                            | Modifica les dades a Wikidata                         |
|        | Pont vell de Lleida                       | pont                                              | Arbeca                  | Garrigues      | canal d'Urgell                       |                                                                                                  |                      |              |                       |                       | 41° 32′ 35″ N, 0° 55′ 01″ E / 41.5431133663899°N,0.916811528059922°E    |                                            | Modifica les dades a Wikidata                         |
|        | Pas de la Pobla                           | pont                                              | Cervià de les Garrigues | Garrigues      | riu de Set                           |                                                                                                  |                      |              |                       |                       | 41° 25′ 04″ N, 0° 52′ 10″ E / 41.4177656229213°N,0.869564478190445°E    |                                            | Modifica les dades a Wikidata                         |
|        | Pont Nou                                  | pont                                              | els Omellons            | Garrigues      | Barranc del Turull                   |                                                                                                  |                      |              |                       |                       | 41° 30′ 01″ N, 0° 57′ 33″ E / 41.500322°N,0.959104°E                    | bé integrant del patrimoni cultural català | Modifica les dades a Wikidata                         |
|        | Pont Vell                                 | pont                                              | els Omellons            | Garrigues      |                                      |                                                                                                  |                      |              |                       |                       | 41° 30′ 02″ N, 0° 57′ 32″ E / 41.500622°N,0.958795°E                    | bé integrant del patrimoni cultural català | Modifica les dades a Wikidata                         |
|        | lo Pont                                   | pont                                              | l'Albagés               | Garrigues      |                                      |                                                                                                  |                      |              |                       |                       | 41° 20′ 58″ N, 0° 38′ 44″ E / 41.3493521609148°N,0.645607206337988°E    |                                            | Modifica les dades a Wikidata                         |
|        | Pont del Pantano                          | pont                                              | l'Albi                  | Garrigues      |                                      |                                                                                                  |                      |              |                       |                       | 41° 24′ 46″ N, 0° 57′ 25″ E / 41.41273072263°N,0.95692513763813°E       |                                            | Modifica les dades a Wikidata                         |
|        | Pas dels Traginers                        | pont                                              | la Pobla de Cérvoles    | Garrigues      |                                      |                                                                                                  |                      |              |                       |                       | 41° 26′ 06″ N, 0° 48′ 53″ E / 41.4350466257094°N,0.814686803363035°E    |                                            | Modifica les dades a Wikidata                         |
|        | Pont de l'Empès                           | pont                                              | la Pobla de Cérvoles    | Garrigues      |                                      |                                                                                                  |                      |              |                       |                       | 41° 21′ 33″ N, 0° 54′ 32″ E / 41.359213071171°N,0.908881512497943°E     |                                            | Modifica les dades a Wikidata                         |
|        | Pont de l'Escaramato                      | pont                                              | la Pobla de Cérvoles    | Garrigues      |                                      |                                                                                                  |                      |              |                       |                       | 41° 20′ 50″ N, 0° 53′ 08″ E / 41.3473385643142°N,0.885536294276319°E    |                                            | Modifica les dades a Wikidata                         |
|        | viaducte de Vinaixa                       | viaducte d'una línia ferroviària d'alta velocitat | Vinaixa                 | Garrigues      | Autovia del Nord-est                 | LAV Madrid - Saragossa - Barcelona - Frontera Francesa                                           |                      |              | ulls:22 llarg:1044 m  |                       | 41° 25′ 03″ N, 0° 58′ 30″ E / 41.41751582961992°N,0.974927726971523°E   |                                            | Modifica les dades a Wikidata                         |
|        | la Passarel·la                            | pont                                              | Àger Vilanova de Meià   | Noguera        | Noguera Ribagorçana                  |                                                                                                  |                      |              |                       |                       | 42° 00′ 36″ N, 0° 52′ 33″ E / 42.010034277133°N,0.875834095403842°E     |                                            | Modifica les dades a Wikidata · Més imatges a Commons |
|        | Pont d'en Rossell                         | pont                                              | Àger                    | Noguera        |                                      |                                                                                                  |                      |              |                       |                       | 41° 59′ 59″ N, 0° 45′ 21″ E / 41.9996991702792°N,0.755863227384089°E    |                                            | Modifica les dades a Wikidata                         |
|        | Pont de la Baronia                        | pont pont penjant                                 | Àger Camarasa           | Noguera        | Noguera Pallaresa                    |                                                                                                  | 340                  | 20th century |                       |                       | 42° 00′ 18″ N, 0° 51′ 15″ E / 42.004898°N,0.85412°E                     | bé integrant del patrimoni cultural català | Modifica les dades a Wikidata · Més imatges a Commons |
|        | Pont de Molinou                           | pont                                              | Àger                    | Noguera        |                                      |                                                                                                  |                      |              |                       |                       | 41° 59′ 58″ N, 0° 48′ 34″ E / 41.9994910726549°N,0.809405186654365°E    |                                            | Modifica les dades a Wikidata                         |
|        | Pont de Rajola                            | pont                                              | Àger Camarasa           | Noguera        | Noguera Pallaresa                    |                                                                                                  |                      |              |                       |                       | 42° 02′ 21″ N, 0° 53′ 03″ E / 42.0392963732724°N,0.884210313270926°E    |                                            | Modifica les dades a Wikidata                         |
|        | Pont de Sanui                             | pont                                              | Àger                    | Noguera        |                                      |                                                                                                  |                      |              |                       |                       | 42° 00′ 12″ N, 0° 44′ 40″ E / 42.0033004573408°N,0.74432634640904°E     |                                            | Modifica les dades a Wikidata                         |
|        | Pont del Barranc de l'Aigua Clara         | pont                                              | Àger                    | Noguera        |                                      |                                                                                                  |                      |              |                       |                       | 41° 59′ 59″ N, 0° 48′ 57″ E / 41.9998490549507°N,0.815900660303112°E    |                                            | Modifica les dades a Wikidata                         |
|        | Pont del Botador                          | pont                                              | Àger                    | Noguera        |                                      |                                                                                                  |                      |              |                       |                       | 42° 00′ 13″ N, 0° 45′ 48″ E / 42.003481859368°N,0.763252593002286°E     |                                            | Modifica les dades a Wikidata                         |
|        | Pont del Trenta                           | pont                                              | Àger                    | Noguera        |                                      |                                                                                                  |                      |              |                       |                       | 41° 59′ 10″ N, 0° 44′ 39″ E / 41.9861870668719°N,0.744218656918477°E    |                                            | Modifica les dades a Wikidata                         |
|        | pont d'Albesa                             | pont                                              | Albesa la Portella      | Noguera Segrià | Noguera Ribagorçana                  |                                                                                                  |                      |              |                       |                       | 41° 44′ 38″ N, 0° 38′ 57″ E / 41.7439°N,0.649114°E                      | bé integrant del patrimoni cultural català | Modifica les dades a Wikidata                         |
|        | Pont d'Algerri                            | pont                                              | Algerri                 | Noguera        |                                      |                                                                                                  |                      |              |                       |                       | 41° 48′ 47″ N, 0° 38′ 28″ E / 41.813055555556°N,0.64111111111111°E      | bé integrant del patrimoni cultural català | Modifica les dades a Wikidata                         |
|        | Pont d'Alòs de Balaguer                   | pont                                              | Alòs de Balaguer        | Noguera        | Segre                                |                                                                                                  |                      |              |                       |                       | 41° 54′ 43″ N, 0° 56′ 44″ E / 41.911968°N,0.945554°E                    | bé integrant del patrimoni cultural català | Modifica les dades a Wikidata · Més imatges a Commons |
|        | Aqüeducte del Senill                      | pont                                              | Artesa de Segre         | Noguera        |                                      |                                                                                                  |                      |              |                       |                       | 41° 53′ 10″ N, 1° 03′ 51″ E / 41.8862443830507°N,1.06419927862841°E     |                                            | Modifica les dades a Wikidata                         |
|        | Pont d'Alentorn                           | pont                                              | Artesa de Segre         | Noguera        | Segre                                |                                                                                                  |                      | 19th century |                       |                       | 41° 54′ 35″ N, 1° 04′ 07″ E / 41.909766°N,1.068742°E                    | bé integrant del patrimoni cultural català | Modifica les dades a Wikidata · Més imatges a Commons |
|        | Pont d'Anya                               | pont                                              | Artesa de Segre         | Noguera        |                                      |                                                                                                  |                      |              |                       |                       | 41° 55′ 29″ N, 1° 05′ 13″ E / 41.9247858939807°N,1.0869849795152°E      |                                            | Modifica les dades a Wikidata                         |
|        | Pont de Collfred                          | pont                                              | Artesa de Segre         | Noguera        |                                      |                                                                                                  |                      |              |                       |                       | 41° 55′ 07″ N, 1° 06′ 52″ E / 41.9187089143326°N,1.11433472595775°E     |                                            | Modifica les dades a Wikidata                         |
|        | Pont de la Gafarota                       | pont                                              | Artesa de Segre         | Noguera        |                                      | C-14                                                                                             |                      |              |                       |                       | 41° 52′ 52″ N, 1° 06′ 22″ E / 41.881135015089°N,1.10614842660798°E      |                                            | Modifica les dades a Wikidata                         |
|        | Pont de la Segla                          | pont                                              | Artesa de Segre         | Noguera        |                                      |                                                                                                  |                      |              |                       |                       | 41° 53′ 50″ N, 1° 02′ 56″ E / 41.8971790914591°N,1.04883691779057°E     |                                            | Modifica les dades a Wikidata                         |
|        | Pont de les Raies                         | pont                                              | Artesa de Segre         | Noguera        |                                      |                                                                                                  |                      |              |                       |                       | 41° 55′ 57″ N, 1° 03′ 09″ E / 41.9323654777688°N,1.05249251486312°E     |                                            | Modifica les dades a Wikidata                         |
|        | Pont de Medina                            | pont                                              | Artesa de Segre         | Noguera        |                                      |                                                                                                  |                      |              |                       |                       | 41° 55′ 23″ N, 1° 05′ 30″ E / 41.9230361827012°N,1.09170428053996°E     |                                            | Modifica les dades a Wikidata                         |
|        | Pont de Montmagastre                      | pont                                              | Artesa de Segre         | Noguera        |                                      |                                                                                                  |                      |              |                       |                       | 41° 57′ 23″ N, 1° 06′ 14″ E / 41.9565079854502°N,1.10394188293948°E     |                                            | Modifica les dades a Wikidata                         |
|        | Pont de Vernet                            | pont                                              | Artesa de Segre         | Noguera        | Segre                                |                                                                                                  |                      |              |                       |                       | 41° 54′ 10″ N, 1° 02′ 30″ E / 41.9027294370776°N,1.04157918488125°E     |                                            | Modifica les dades a Wikidata                         |
|        | Pont del Canal                            | pont                                              | Artesa de Segre         | Noguera        |                                      |                                                                                                  |                      |              |                       |                       | 41° 55′ 02″ N, 1° 04′ 57″ E / 41.9172374169396°N,1.08259215329614°E     |                                            | Modifica les dades a Wikidata                         |
|        | Pont del Riu de Montargull                | pont                                              | Artesa de Segre         | Noguera        |                                      |                                                                                                  |                      |              |                       |                       | 41° 58′ 41″ N, 1° 05′ 45″ E / 41.9781698224447°N,1.09590037980499°E     |                                            | Modifica les dades a Wikidata                         |
|        | Pont medieval d'Alentorn                  | pont                                              | Artesa de Segre         | Noguera        | Segre                                |                                                                                                  | 309                  |              |                       |                       | 41° 54′ 32″ N, 1° 03′ 53″ E / 41.908964°N,1.064593°E                    | bé integrant del patrimoni cultural català | Modifica les dades a Wikidata · Més imatges a Commons |
|        | Pont Balaguer                             | pont                                              | Balaguer                | Noguera        | Segre                                |                                                                                                  |                      |              |                       |                       | 41° 47′ 38″ N, 0° 48′ 28″ E / 41.79392°N,0.807736°E                     | bé cultural d'interès local                | Modifica les dades a Wikidata · Més imatges a Commons |
|        | Pont de Menàrguens                        | pont                                              | Balaguer Menàrguens     | Noguera        | riu de Farfanya                      |                                                                                                  |                      |              |                       |                       | 41° 44′ 16″ N, 0° 45′ 09″ E / 41.737653°N,0.752597°E                    | bé integrant del patrimoni cultural català | Modifica les dades a Wikidata                         |
|        | Pont Nou                                  | pont                                              | Balaguer                | Noguera        | Segre                                |                                                                                                  |                      |              |                       |                       | 41° 47′ 23″ N, 0° 48′ 26″ E / 41.7896960499734°N,0.807167077686414°E    |                                            | Modifica les dades a Wikidata                         |
|        | lo Pas Estret                             | pont                                              | Camarasa                | Noguera        |                                      |                                                                                                  |                      |              |                       |                       | 42° 01′ 12″ N, 0° 50′ 31″ E / 42.0200566896987°N,0.841984999671974°E    |                                            | Modifica les dades a Wikidata                         |
|        | Pont d'Escalera                           | pont                                              | Camarasa                | Noguera        | Segre                                |                                                                                                  |                      |              |                       |                       | 41° 52′ 19″ N, 0° 51′ 29″ E / 41.872025879052°N,0.857950945171795°E     |                                            | Modifica les dades a Wikidata                         |
|        | Pont de Camarasa                          | pont                                              | Camarasa                | Noguera        |                                      |                                                                                                  |                      |              |                       | parcialment destruït  | 41° 52′ 46″ N, 0° 52′ 36″ E / 41.87934°N,0.876782°E                     | bé integrant del patrimoni cultural català | Modifica les dades a Wikidata · Més imatges a Commons |
|        | Pont de Missa                             | pont                                              | Camarasa                | Noguera        |                                      |                                                                                                  |                      |              |                       |                       | 42° 00′ 50″ N, 0° 49′ 38″ E / 42.0138996195471°N,0.827351298355503°E    |                                            | Modifica les dades a Wikidata                         |
|        | pont de Terradets                         | pont                                              | Camarasa                | Noguera        | Noguera Pallaresa                    |                                                                                                  | 358.4                |              | llarg:65 m ample:12 m |                       | 42° 02′ 31″ N, 0° 53′ 25″ E / 42.04204444°N,0.89036389°E                | bé integrant del patrimoni cultural català | Modifica les dades a Wikidata · Més imatges a Commons |
|        | Pont del Pastor                           | pont                                              | Camarasa                | Noguera        | Segre                                |                                                                                                  |                      |              |                       |                       | 41° 53′ 33″ N, 0° 52′ 48″ E / 41.8923773738316°N,0.880136327653486°E    |                                            | Modifica les dades a Wikidata                         |
|        | Pont del Petit                            | pont                                              | Camarasa                | Noguera        |                                      |                                                                                                  |                      |              |                       |                       | 42° 00′ 09″ N, 0° 50′ 01″ E / 42.0025350517014°N,0.833594174745539°E    |                                            | Modifica les dades a Wikidata                         |
|        | Pont sobre el Farfanya                    | pont                                              | Castelló de Farfanya    | Noguera        | riu de Farfanya                      |                                                                                                  | 319                  |              |                       |                       | 41° 49′ 14″ N, 0° 43′ 44″ E / 41.820684°N,0.729013°E                    | bé integrant del patrimoni cultural català | Modifica les dades a Wikidata · Més imatges a Commons |
|        | Pont de Font-roca                         | pont                                              | Foradada                | Noguera        |                                      |                                                                                                  |                      |              |                       |                       | 41° 53′ 16″ N, 0° 59′ 20″ E / 41.8877137465746°N,0.988837147511385°E    |                                            | Modifica les dades a Wikidata                         |
|        | Pont del Salí                             | pont                                              | Foradada                | Noguera        |                                      |                                                                                                  |                      |              |                       |                       | 41° 53′ 06″ N, 0° 59′ 54″ E / 41.8850860911995°N,0.998235977945473°E    |                                            | Modifica les dades a Wikidata                         |
|        | Pont de Paracolls                         | pont                                              | la Baronia de Rialb     | Noguera        |                                      |                                                                                                  |                      |              |                       |                       | 42° 01′ 45″ N, 1° 07′ 55″ E / 42.0293027187313°N,1.13182132371293°E     |                                            | Modifica les dades a Wikidata                         |
|        | Pont de la Sucrera                        | pont                                              | Menàrguens Térmens      | Noguera        | Segre                                |                                                                                                  | 193                  |              |                       |                       | 41° 43′ 09″ N, 0° 45′ 25″ E / 41.71913°N,0.756906°E                     |                                            | Modifica les dades a Wikidata · Més imatges a Commons |
|        | Pont vell de Montgai                      | pont                                              | Montgai                 | Noguera        |                                      |                                                                                                  |                      |              |                       |                       |                                                                         | bé cultural d'interès local                | Modifica les dades a Wikidata                         |
|        | lo Pont                                   | pont                                              | Os de Balaguer          | Noguera        | Noguera Ribagorçana                  |                                                                                                  |                      |              |                       |                       | 41° 58′ 25″ N, 0° 36′ 42″ E / 41.9736162915484°N,0.611677736999111°E    |                                            | Modifica les dades a Wikidata                         |
|        | Pont de Farfanya                          | pont                                              | Os de Balaguer          | Noguera        |                                      |                                                                                                  |                      |              |                       |                       | 41° 52′ 00″ N, 0° 43′ 18″ E / 41.8666121968112°N,0.721777755093797°E    |                                            | Modifica les dades a Wikidata                         |
|        | pont de Tragó de Noguera                  | pont                                              | Os de Balaguer          | Noguera        | Noguera Ribagorçana                  |                                                                                                  |                      |              |                       | enderrocat o destruït | 41° 56′ 45″ N, 0° 36′ 25″ E / 41.94579°N,0.606869°E                     | bé integrant del patrimoni cultural català | Modifica les dades a Wikidata · Més imatges a Commons |
|        | Pont del Congost                          | pont                                              | Os de Balaguer          | Noguera        |                                      |                                                                                                  |                      |              |                       |                       | 41° 53′ 25″ N, 0° 42′ 41″ E / 41.8903095736208°N,0.711485943358409°E    |                                            | Modifica les dades a Wikidata                         |
|        | Pont dels Baulons                         | pont                                              | Os de Balaguer          | Noguera        |                                      |                                                                                                  |                      |              |                       |                       | 41° 53′ 36″ N, 0° 42′ 27″ E / 41.8932112944675°N,0.707513126712156°E    |                                            | Modifica les dades a Wikidata                         |
|        | aqüeducte de la carretera de Ponts a Torà | aqüeducte pont                                    | Ponts                   | Noguera        | C-14                                 | canal Segarra-Garrigues                                                                          |                      |              |                       |                       | 41° 54′ 08″ N, 1° 12′ 00″ E / 41.902326°N,1.200071°E                    |                                            | Modifica les dades a Wikidata                         |
|        | Pont de Ribelles                          | pont                                              | Vilanova de l'Aguda     | Noguera        | Llobregós                            |                                                                                                  | 371                  | 19th century |                       |                       | 41° 52′ 51″ N, 1° 15′ 15″ E / 41.88076°N,1.25403°E                      | bé integrant del patrimoni cultural català | Modifica les dades a Wikidata · Més imatges a Commons |
|        | la Pinera                                 | pont                                              | Vilanova de Meià        | Noguera        |                                      |                                                                                                  |                      |              |                       |                       | 41° 58′ 02″ N, 1° 01′ 59″ E / 41.9671329346366°N,1.03316298686649°E     |                                            | Modifica les dades a Wikidata                         |
|        | Pont de pedra                             | pont                                              | el Palau d'Anglesola    | Pla d'Urgell   |                                      |                                                                                                  |                      |              |                       |                       | 41° 39′ 25″ N, 0° 52′ 38″ E / 41.65702°N,0.87734°E                      | bé integrant del patrimoni cultural català | Modifica les dades a Wikidata · Més imatges a Commons |
|        | Pont del Cap del Terme                    | pont                                              | Golmés                  | Pla d'Urgell   |                                      |                                                                                                  |                      |              |                       |                       | 41° 36′ 26″ N, 0° 56′ 22″ E / 41.6071°N,0.93956°E                       | bé integrant del patrimoni cultural català | Modifica les dades a Wikidata · Més imatges a Commons |
|        | Pas de la Casilla Alta                    | pont                                              | Cervera                 | Segarra        |                                      | línia Barcelona-Manresa-Lleida-Almacelles                                                        |                      |              |                       |                       | 41° 40′ 53″ N, 1° 18′ 03″ E / 41.6814449237042°N,1.30090588759459°E     |                                            | Modifica les dades a Wikidata                         |
|        | aqüeducte de Sisteró                      | aqüeducte pont                                    | els Plans de Sió        | Segarra        |                                      | canal Segarra-Garrigues                                                                          |                      |              |                       |                       | 41° 45′ 28″ N, 1° 12′ 53″ E / 41.75785145995508°N,1.2147778272628786°E  |                                            | Modifica les dades a Wikidata                         |
|        | Pont del Passerell                        | pont                                              | els Plans de Sió        | Segarra        |                                      |                                                                                                  |                      |              |                       |                       | 41° 45′ 27″ N, 1° 12′ 54″ E / 41.7574731675164°N,1.21500257454353°E     |                                            | Modifica les dades a Wikidata                         |
|        | pont de Santa Llúcia                      | pont                                              | Guissona                | Segarra        |                                      |                                                                                                  | 500                  | 19th century |                       |                       | 41° 47′ 18″ N, 1° 17′ 55″ E / 41.78834°N,1.29871°E                      | bé cultural d'interès local                | Modifica les dades a Wikidata · Més imatges a Commons |
|        | Pont del Molins                           | pont                                              | Ivorra                  | Segarra        |                                      |                                                                                                  | 508                  | 20th century |                       |                       | 41° 46′ 25″ N, 1° 23′ 28″ E / 41.773517°N,1.390973°E                    | bé integrant del patrimoni cultural català | Modifica les dades a Wikidata · Més imatges a Commons |
|        | Pont Volat                                | pont                                              | les Oluges              | Segarra        |                                      |                                                                                                  |                      |              |                       |                       | 41° 41′ 29″ N, 1° 19′ 46″ E / 41.6914301216845°N,1.32955414344511°E     |                                            | Modifica les dades a Wikidata                         |
|        | Pont de Comagrassa                        | pont                                              | Ribera d'Ondara         | Segarra        |                                      |                                                                                                  |                      |              |                       |                       | 41° 36′ 54″ N, 1° 19′ 47″ E / 41.614972527506°N,1.32960857688155°E      |                                            | Modifica les dades a Wikidata                         |
|        | Pont de Montpalau                         | pont                                              | Ribera d'Ondara         | Segarra        |                                      |                                                                                                  |                      |              |                       |                       | 41° 39′ 12″ N, 1° 21′ 59″ E / 41.6533384201334°N,1.36636229719308°E     |                                            | Modifica les dades a Wikidata                         |
|        | Pont de Sant Pere dels Arquells           | pont                                              | Ribera d'Ondara         | Segarra        | Ondara                               |                                                                                                  | 512                  | 19th century |                       |                       | 41° 38′ 43″ N, 1° 19′ 04″ E / 41.645186°N,1.317758°E                    | bé integrant del patrimoni cultural català | Modifica les dades a Wikidata · Més imatges a Commons |
|        | Pont Vell de Sant Antolí                  | pont                                              | Ribera d'Ondara         | Segarra        | Ondara                               |                                                                                                  | 545                  | 19th century |                       |                       | 41° 37′ 39″ N, 1° 20′ 31″ E / 41.62752°N,1.34205°E                      | bé integrant del patrimoni cultural català | Modifica les dades a Wikidata · Més imatges a Commons |
|        | Pont de Sanaüja                           | pont                                              | Sanaüja                 | Segarra        | riera de Sanaüja                     |                                                                                                  | 403                  | 16th century | ulls:2                |                       | 41° 52′ 28″ N, 1° 18′ 35″ E / 41.8744°N,1.3097°E                        | bé integrant del patrimoni cultural català | Modifica les dades a Wikidata · Més imatges a Commons |
|        | Pont de la Guardiola                      | pont                                              | Torrefeta i Florejacs   | Segarra        |                                      |                                                                                                  |                      |              |                       |                       | 41° 44′ 34″ N, 1° 16′ 49″ E / 41.7428419966439°N,1.28023894076767°E     |                                            | Modifica les dades a Wikidata                         |
|        | Pont del Primer Escorredor                | pont                                              | Alcarràs                | Segrià         |                                      |                                                                                                  |                      |              |                       |                       |                                                                         | bé cultural d'interès local                | Modifica les dades a Wikidata                         |
|        | Pont vell                                 | pont                                              | Alfarràs                | Segrià         | Noguera Ribagorçana                  |                                                                                                  |                      |              |                       |                       | 41° 49′ 47″ N, 0° 34′ 40″ E / 41.8296°N,0.577861°E                      | bé cultural d'interès local                | Modifica les dades a Wikidata · Més imatges a Commons |
|        | els Portets                               | pont                                              | Alfés                   | Segrià         |                                      |                                                                                                  |                      |              |                       |                       | 41° 29′ 35″ N, 0° 36′ 53″ E / 41.4931100623108°N,0.61474763364309°E     |                                            | Modifica les dades a Wikidata                         |
|        | Pont de l'Àguila                          | pont                                              | Alguaire                | Segrià         |                                      |                                                                                                  |                      |              |                       |                       | 41° 43′ 08″ N, 0° 32′ 35″ E / 41.7188188805425°N,0.543006151099808°E    |                                            | Modifica les dades a Wikidata                         |
|        | Pas del Gabriel                           | pont                                              | Almacelles              | Segrià         |                                      |                                                                                                  |                      |              |                       |                       | 41° 42′ 34″ N, 0° 27′ 19″ E / 41.7093344363299°N,0.455281411515142°E    |                                            | Modifica les dades a Wikidata                         |
|        | Pont de la Clamor Amarga                  | pont                                              | Almacelles              | Segrià         |                                      |                                                                                                  |                      |              |                       |                       |                                                                         | bé integrant del patrimoni cultural català | Modifica les dades a Wikidata                         |
|        | Pont de la Ràbia                          | pont                                              | Almenar                 | Segrià         | canal de Pinyana                     |                                                                                                  |                      |              |                       |                       | 41° 45′ 48″ N, 0° 35′ 05″ E / 41.7632210446857°N,0.584700499887485°E    |                                            | Modifica les dades a Wikidata                         |
|        | Pont de Corbins                           | pont                                              | Corbins                 | Segrià         | Noguera Ribagorçana                  |                                                                                                  |                      |              |                       |                       | 41° 41′ 34″ N, 0° 41′ 55″ E / 41.692722°N,0.698515°E                    | bé integrant del patrimoni cultural català | Modifica les dades a Wikidata · Més imatges a Commons |
|        | Passarel·la del Liceu Escolar             | pont pont per a bicicletes i vianants             | Lleida                  | Segrià         | Segre                                |                                                                                                  |                      |              |                       |                       | 41° 36′ 45″ N, 0° 37′ 33″ E / 41.6123978°N,0.6258668°E                  |                                            | Modifica les dades a Wikidata · Més imatges a Commons |
|        | Passarel·la de la Ciutat Jardí            | pont pont d’arc tensat pont de vianants           | Lleida                  | Segrià         |                                      |                                                                                                  |                      |              |                       |                       | 41° 37′ 16″ N, 0° 36′ 29″ E / 41.621088°N,0.6081072°E                   |                                            | Modifica les dades a Wikidata · Més imatges a Commons |
|        | passarel·la dels Maristes                 | shared-use bridge                                 | Lleida                  | Segrià         | Segre                                |                                                                                                  |                      |              |                       |                       | 41° 36′ 30″ N, 0° 37′ 17″ E / 41.608315°N,0.621324°E                    |                                            | Modifica les dades a Wikidata · Més imatges a Commons |
|        | Pont de la Clamor                         | pont                                              | Lleida                  | Segrià         |                                      |                                                                                                  |                      |              |                       |                       | 41° 30′ 15″ N, 0° 28′ 19″ E / 41.5041236321531°N,0.471831766202904°E    |                                            | Modifica les dades a Wikidata                         |
|        | Pont de la Universitat                    | pont                                              | Lleida                  | Segrià         | Segre                                |                                                                                                  |                      |              |                       |                       | 41° 36′ 36″ N, 0° 37′ 24″ E / 41.60988611°N,0.62333056°E                |                                            | Modifica les dades a Wikidata · Més imatges a Commons |
|        | Pont de Pardinyes                         | pont                                              | Lleida                  | Segrià         | Segre                                |                                                                                                  |                      |              |                       |                       | 41° 37′ 11″ N, 0° 38′ 26″ E / 41.6196221383544°N,0.640430793952682°E    |                                            | Modifica les dades a Wikidata                         |
|        | Pont de Príncep de Viana                  | pont                                              | Lleida                  | Segrià         | Segre                                |                                                                                                  |                      |              |                       |                       | 41° 37′ 03″ N, 0° 38′ 10″ E / 41.61752778°N,0.63619444°E                |                                            | Modifica les dades a Wikidata · Més imatges a Commons |
|        | Pont del Boc de Biterna                   | pont                                              | Lleida                  | Segrià         | Torrent de la Femosa                 |                                                                                                  |                      |              |                       |                       | 41° 35′ 19″ N, 0° 37′ 28″ E / 41.588646°N,0.624393°E                    |                                            | Modifica les dades a Wikidata · Més imatges a Commons |
|        | Pont del Ferrocarril                      | pont                                              | Lleida                  | Segrià         | Segre                                | LAV Madrid - Saragossa - Barcelona - Frontera Francesa línia Barcelona-Manresa-Lleida-Almacelles |                      |              |                       |                       | 41° 37′ 04″ N, 0° 38′ 14″ E / 41.6179064458435°N,0.637144816687802°E    |                                            | Modifica les dades a Wikidata · Més imatges a Commons |
|        | Pont Nou                                  | pont                                              | Lleida                  | Segrià         | Segre                                |                                                                                                  |                      |              |                       |                       | 41° 36′ 23″ N, 0° 37′ 09″ E / 41.60645556°N,0.61906389°E                |                                            | Modifica les dades a Wikidata · Més imatges a Commons |
|        | pont Vell                                 | pont                                              | Lleida                  | Segrià         | Segre                                |                                                                                                  | 150                  |              |                       |                       | 41° 36′ 53″ N, 0° 37′ 42″ E / 41.61461389°N,0.62839444°E                |                                            | Modifica les dades a Wikidata · Més imatges a Commons |
|        | Restes del Pont Gòtic                     | pont                                              | Lleida                  | Segrià         | Segre                                |                                                                                                  | 144                  |              |                       |                       | 41° 36′ 53″ N, 0° 37′ 48″ E / 41.614716666667°N,0.62991111111111°E      | bé integrant del patrimoni cultural català | Modifica les dades a Wikidata · Més imatges a Commons |
|        | Pontarró de Nofre                         | pont                                              | Maials                  | Segrià         |                                      |                                                                                                  |                      |              |                       |                       | 41° 20′ 37″ N, 0° 31′ 13″ E / 41.3437274627279°N,0.520237320293281°E    |                                            | Modifica les dades a Wikidata                         |
|        | Pont de Mitjamil                          | pont                                              | Seròs                   | Segrià         |                                      |                                                                                                  |                      |              |                       |                       | 41° 27′ 58″ N, 0° 25′ 06″ E / 41.4659922601982°N,0.418415343390708°E    |                                            | Modifica les dades a Wikidata                         |
|        | Pont del Braçalet                         | pont                                              | Seròs                   | Segrià         |                                      |                                                                                                  |                      |              |                       |                       | 41° 27′ 44″ N, 0° 24′ 45″ E / 41.4622456863437°N,0.412409960552525°E    |                                            | Modifica les dades a Wikidata                         |
|        | Pont de la Clamor                         | pont                                              | Soses                   | Segrià         |                                      |                                                                                                  |                      |              |                       |                       | 41° 43′ 40″ N, 0° 23′ 29″ E / 41.7277654842037°N,0.391268842604362°E    |                                            | Modifica les dades a Wikidata                         |
|        | Pont de les Cinc Boqueres                 | pont aqüeducte                                    | Sudanell                | Segrià         | riu de Set                           |                                                                                                  | 147                  | 20th century |                       |                       | 41° 33′ 08″ N, 0° 34′ 53″ E / 41.55217°N,0.58151°E                      | bé integrant del patrimoni cultural català | Modifica les dades a Wikidata · Més imatges a Commons |
|        | Pas de la Pleta del Mariano               | pont                                              | Torres de Segre         | Segrià         |                                      |                                                                                                  |                      |              |                       |                       | 41° 29′ 49″ N, 0° 30′ 40″ E / 41.4969472766866°N,0.511115988028719°E    |                                            | Modifica les dades a Wikidata                         |
|        | Pont de la Carrerada                      | pont                                              | Torres de Segre         | Segrià         | Autopista Saragossa-Mediterrània E90 |                                                                                                  |                      |              |                       |                       | 41° 32′ 28″ N, 0° 33′ 07″ E / 41.5412235350274°N,0.551830241526638°E    |                                            | Modifica les dades a Wikidata                         |
|        | Pont de Torres                            | pont                                              | Torres de Segre         | Segrià         | Segre                                |                                                                                                  |                      |              |                       |                       | 41° 32′ 15″ N, 0° 30′ 42″ E / 41.5374952009186°N,0.511586904539886°E    |                                            | Modifica les dades a Wikidata                         |
|        | Ponts de Ribes                            | pont                                              | Torres de Segre         | Segrià         |                                      |                                                                                                  |                      |              |                       |                       | 41° 30′ 24″ N, 0° 33′ 42″ E / 41.5067865934294°N,0.561743264567626°E    |                                            | Modifica les dades a Wikidata                         |
|        | Pont de Vilanova                          | pont                                              | Vilanova de la Barca    | Segrià         | Segre                                |                                                                                                  |                      |              |                       |                       | 41° 41′ 28″ N, 0° 43′ 28″ E / 41.690998296362°N,0.724407349660297°E     |                                            | Modifica les dades a Wikidata                         |
|        | Pont de Ferro d'Agramunt                  | pont                                              | Agramunt                | Urgell         | Sió                                  | canal d'Urgell                                                                                   |                      |              |                       |                       | 41° 47′ 07″ N, 1° 05′ 16″ E / 41.785145°N,1.087784°E                    | bé cultural d'interès local                | Modifica les dades a Wikidata · Més imatges a Commons |
|        | Pont de la Carretera                      | pont                                              | Agramunt                | Urgell         |                                      |                                                                                                  |                      |              |                       |                       | 41° 46′ 33″ N, 1° 05′ 31″ E / 41.7757850893503°N,1.09186600322818°E     |                                            | Modifica les dades a Wikidata                         |
|        | Pont de pedra d'Agramunt                  | pont                                              | Agramunt                | Urgell         | Sió                                  |                                                                                                  |                      |              |                       |                       | 41° 47′ 05″ N, 1° 05′ 50″ E / 41.784697°N,1.09721°E                     | bé cultural d'interès local                | Modifica les dades a Wikidata · Més imatges a Commons |
|        | Pont del Camí de Mafet                    | pont                                              | Agramunt                | Urgell         |                                      |                                                                                                  |                      |              |                       |                       | 41° 47′ 24″ N, 1° 05′ 43″ E / 41.7901077684718°N,1.09526813552356°E     |                                            | Modifica les dades a Wikidata                         |
|        | Pont del Manetes                          | pont                                              | Agramunt                | Urgell         |                                      |                                                                                                  |                      |              |                       |                       | 41° 47′ 09″ N, 1° 05′ 16″ E / 41.7859111366612°N,1.08770285641571°E     |                                            | Modifica les dades a Wikidata                         |
|        | Pont del Camí de Barbens                  | pont                                              | Anglesola               | Urgell         | canal d'Urgell                       |                                                                                                  |                      |              |                       |                       | 41° 39′ 39″ N, 1° 03′ 42″ E / 41.6608596876826°N,1.06161071414329°E     |                                            | Modifica les dades a Wikidata                         |
|        | Pont de Guimerà                           | pont                                              | Guimerà                 | Urgell         | riu Corb                             |                                                                                                  |                      |              |                       |                       | 41° 33′ 49″ N, 1° 11′ 09″ E / 41.56356°N,1.1857°E                       | bé integrant del patrimoni cultural català | Modifica les dades a Wikidata · Més imatges a Commons |
|        | Pont del Sió                              | pont                                              | Ossó de Sió             | Urgell         | Sió                                  |                                                                                                  |                      |              |                       |                       | 41° 45′ 14″ N, 1° 10′ 44″ E / 41.7538543573122°N,1.17897137278851°E     |                                            | Modifica les dades a Wikidata                         |
|        | Pont de Rocafort                          | pont                                              | Sant Martí de Riucorb   | Urgell         | riu Corb                             |                                                                                                  |                      |              |                       |                       | 41° 33′ 25″ N, 1° 05′ 32″ E / 41.5570728755616°N,1.09211579072267°E     |                                            | Modifica les dades a Wikidata                         |
|        | Pont del Vilet                            | pont                                              | Sant Martí de Riucorb   | Urgell         | riu Corb                             |                                                                                                  |                      |              |                       |                       | 41° 33′ 32″ N, 1° 03′ 55″ E / 41.5587790996732°N,1.06540866688926°E     |                                            | Modifica les dades a Wikidata                         |
|        | aqüeducte de l'Ondara                     | aqüeducte pont                                    | Tàrrega                 | Urgell         | Ondara                               | canal Segarra-Garrigues                                                                          |                      |              |                       |                       | 41° 38′ 58″ N, 1° 10′ 47″ E / 41.649554985660174°N,1.1797589063644411°E |                                            | Modifica les dades a Wikidata                         |
|        | aqüeducte del Canós                       | aqüeducte pont                                    | Tàrrega                 | Urgell         |                                      | canal Segarra-Garrigues                                                                          |                      |              |                       |                       | 41° 41′ 40″ N, 1° 11′ 13″ E / 41.694553810491634°N,1.186931133270264°E  |                                            | Modifica les dades a Wikidata                         |
|        | Pont de Vallbona                          | pont                                              | Vallbona de les Monges  | Urgell         |                                      |                                                                                                  |                      |              |                       |                       | 41° 31′ 31″ N, 1° 05′ 13″ E / 41.5254023883641°N,1.08707811471911°E     |                                            | Modifica les dades a Wikidata                         |
|        | Pont del Manantial                        | pont                                              | Vallbona de les Monges  | Urgell         |                                      |                                                                                                  |                      |              |                       |                       | 41° 30′ 28″ N, 1° 08′ 09″ E / 41.5076393606685°N,1.13578085502046°E     |                                            | Modifica les dades a Wikidata                         |
|        | aqüeducte del Cercavins                   | aqüeducte pont                                    | Verdú                   | Urgell         |                                      | canal Segarra-Garrigues                                                                          |                      |              |                       |                       | 41° 37′ 14″ N, 1° 08′ 17″ E / 41.62043124534576°N,1.1379218101501467°E  |                                            | Modifica les dades a Wikidata                         |
|        | Pont del Teto                             | pont                                              | Vilagrassa              | Urgell         | canal d'Urgell                       |                                                                                                  |                      |              |                       |                       | 41° 37′ 51″ N, 1° 04′ 14″ E / 41.6308574563476°N,1.07063732385477°E     |                                            | Modifica les dades a Wikidata                         |